# لورا مونتويا
لورا مونتويا (بالإسبانية: Laura Montoya)‏ هي مُدرسة كولومبية، ولدت في 26 مايو 1874 في Jericó, Antioquia ‏ في كولومبيا، وتوفيت في 21 أكتوبر 1949 في ميديلين في كولومبيا.